# Festival de cinéma
 (mai 2020).
Si vous disposez d'ouvrages ou d'articles de référence ou si vous connaissez des sites web de qualité traitant du thème abordé ici, merci de compléter l'article en donnant les références utiles à sa vérifiabilité et en les liant à la section « Notes et références ».

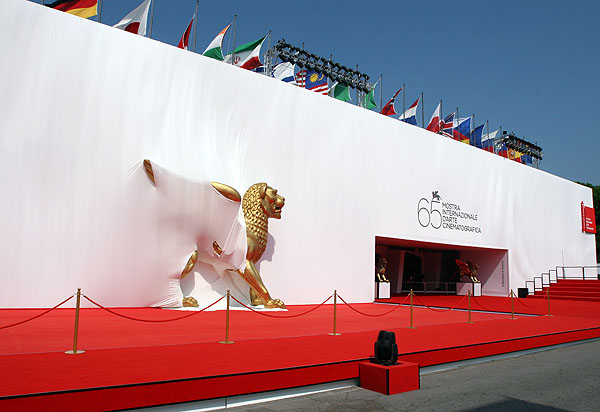
Palais du cinéma de la 65e Mostra de Venise (2008).

Un festival de cinéma est un évènement annuel au cours duquel sont présentés des films dans des cinémas ou lors de projections publiques, en général dans un lieu donné et pour une durée limitée dans le temps. Le festival peut être consacré à un genre cinématographique spécifique (fantastique, horreur, animation, film noir, etc.), à une catégorie (cinéma indépendant, film documentaire) ou un format (court métrage) en particulier. La sélection peut concerner des films locaux, nationaux et/ou internationaux. Les festivals de cinéma sont l'occasion pour des réalisateurs et des producteurs de présenter leur film en avant-première, mais les festivals peuvent aussi programmer des films plus ou moins anciens (rétrospectives, versions restaurées...).
Parmi les festivals de cinéma les plus connus, on compte le festival de Cannes, la Berlinale ou la Mostra de Venise (le plus ancien festival de film, créé en 1932,), ainsi que le festival de Toronto, qui gagne une importance croissante en raison de la rampe de lancement qu'il constitue en prévision de la cérémonie des Oscars.

## Qu'est ce qu'un festival de cinéma?
Le festival de cinéma est la première rencontre entre une œuvre, ses créateurs et son public. Parfois, ce sera la seule, si la rencontre échoue. C'est donc un moment clef de la vie d'un film. Ce moment d'exposition peut être violent. Pour le réalisateur et le producteur, la réaction du public — même averti — à la présentation de leur création peut être source d'une profonde remise en question ou d'une consécration.
Le rôle des festivals de cinéma est double. Ce sont à la fois des dénicheurs de "pépites" et des machines à faire connaître, à promouvoir les films choisis. Ainsi, le long de la filière cinématographique, les festivals de cinéma se situent avant et/ou après le chaînon de la distribution de films : en aval de la production de films (moment de la création) et en amont de l'exploitation cinématographique (moment de la projection en salle).
La plupart des festivals suivent une régularité annuelle ou biennale. Outre des questions d'organisation pratique, ce rythme permet de conserver un caractère exceptionnel à l'événement.

### Découvreurs de talents
Les dénicheurs de talents d'un festival, ce sont ses sélectionneurs. Leur mission est de voir des centaines, voire des milliers de films, pour en sélectionner quelques dizaines au plus. Les critères de sélections dépendent de la subjectivité de chaque sélectionneur. Mais on peut penser que les films retenus le sont pour une certaine grâce ou leur caractère innovant.
Ce rôle de découvreur de talents est particulièrement celui que s'assigne le festival international du film de Lugano.
Depuis quelques années (et l'usage généralisé d'Internet comme un outil de travail), les gros vendeurs internationaux de films remettent en question le rôle de découvreur de talents des festivals. Vincent Maraval, de Wild Bunch, prétend ainsi que les festivals sont plus utiles pour leur capacité à mettre en valeur les films.

### Mise en valeur des films
Tout film présenté, même s'il ne remporte aucun prix, sera forcément mis en avant pour la culture cinématographique.
De même, tous les artistes présentés lors du festival seront mis en valeur auprès de grands producteurs ou de réalisateurs ayant déjà acquis la notoriété acquise par ces premiers.[réf. nécessaire]

## Caractéristiques courantes d'un festival de cinéma

### Compétition de films
Une compétition de films est une sélection de films soumise à un jury. Après avoir vu la totalité de la sélection, le jury remet à certains des films sélectionnés un ou plusieurs prix. Lorsque le jury est formé de la totalité des spectateurs, on parle de prix du public, qui peut aussi être décerné par un jury spécifique composé de spectateurs sélectionnés en amont.
- Enjeux pour un film présenté lors d'une compétition : exploser la notoriété d'un film ou la détruire (Margaret Menegoz, Unifrance)

### Marché de films
1. Mise en valeur (projections, stands, conférences) d'œuvre par ses ayants droit,
2. Un marché du film peut être structuré ou informel…

### Systèmes d'aide à la création
- bourses, subventions, lectures de scénario, concours de projet, mise en relation des porteurs de projet avec des financeurs (producteurs, etc.)

### Ateliers, colloques et vidéothèque et cinémathèque
Parallèlement aux projections de films, certains festivals proposent des services supplémentaires à leurs spectateurs. Parmi ceux-ci, on retiendra :
- Les conférences et rencontres.
- Les colloques
- Les MasterClass, une rencontre avec le réalisateur. trice qui parle de lui, de son parcours ou aborde un thème.
- Les ateliers et retours d'expérience
- La vidéothèque d'un festival, c'est un service de visionnement sur postes télévisés individuels, des films sélectionnés ou présentés au festival. Il permet à certains spectateurs clefs (journalistes, acheteur de film, accrédités variés) de voir plus de films en peu de temps.
- La Bibliothèque du film a pour mission d'enrichir et de conserver le patrimoine documentaire sur le cinéma, en assurer la diffusion et l'appréhension par des publics divers à travers une pluralité de services (de la médiathèque au site Internet), telles sont les missions fondamentales de la Bibliothèque du film. Elle a fusionné la Cinémathèque française au 1er janvier 2007. Principal centre de ressources documentaires sur le cinéma en France, la BiFi met à disposition de publics variés (étudiants, chercheurs, enseignants, journalistes, professionnels de la culture et du cinéma ou simples cinéphiles) des fonds d'une richesse inestimable via une médiathèque, une vidéothèque, une iconothèque, un centre d'information à distance, des éditions et un site internet[4].

## Tentatives de classement

### Autres typologies
- « Festivals de création »
- « Festivals touristiques »
- « Festivals d’image »
- « Festivals de diffusion »[5] :

### La France, terre de Festivals?
Un rapport publié en 1997 par l'Observatoire européen de l'audiovisuel (dont la mission est d'établir des données statistiques comparées relatives à l'audiovisuel), montre que la France organise à elle seule, bien plus de festivals de films que les autres membres de l'Union européenne :
Ainsi, chaque semaine, il se déroule quelque part en France un festival de film. On compte au moins un festival de cinéma dans chaque grande ville française. Bien que très rarement à l'origine de la création des festivals, les collectivités locales françaises savent en tirer profit. Celles qui, en le subventionnant, soutiennent un événement en attendent des retombées économiques pour leurs administrés : promotion de l'image de leur région, remplissage des hôtels et restaurants, etc. Si le soutien des puissances publiques accordé à un festival s'inscrit bien dans le cadre de la politique culturelle française, c'est surtout un moyen de dynamiser l'attractivité des régions concernées. In fine, c'est une manière de défendre la place de la France en tant que première destination touristique mondiale.
Le dynamisme du secteur festivalier français s'expliquerait aussi par une longue tradition de cinéphilie, par le rôle joué par les revues de critique de films (Positif, Cahiers du cinéma…) et par les politiques de soutien à l'éducation à l'image (par exemple : ciné-clubs impulsés par André Malraux).
Si les liens entre festivals sont plus complémentaires que concurrents, si leur économie échappe largement à la logique des secteurs d'activité soumis au marché, et s'il est dès lors délicat de dresser un classement entre festivals, la France peut s'enorgueillir d'organiser les plus importants festivals de longs métrages (Cannes), de courts métrages (Clermont) et de films d'animation (Annecy)… Ne manque que le plus important festival de documentaire, qualificatif généralement attribué à Amsterdam (IDFA).